# L'Œil du spad
L'Œil du spad est un roman de science-fiction de l'écrivain français Ayerdhal édité en 2003. Il est la suite de Keelsom, Jahnaïc.